# Saints de Newmarket
Les Saints de Newmarket sont une franchise professionnelle de hockey sur glace de la Ligue américaine de hockey qui a existé de 1986 à 1991.

## Histoire
En 1986, les Maple Leafs de Toronto décident de déménagea leur club-école, les Saints de Saint Catharines, à Newmarket dans la province canadienne de l'Ontario.
Après cinq saisons sans grand succès, la franchise déménagea à nouveau en 1991 pour devenir les Maple Leafs de Saint-Jean.

## Statistiques
| Saison    | PJ | V  | D  | N  | DP | Pts | BP  | BC  | Classement Final | Séries éliminatoires |
| --------- | -- | -- | -- | -- | -- | --- | --- | --- | ---------------- | -------------------- |
| 1986-1987 | 80 | 28 | 48 | -- | 4  | 60  | 226 | 337 | 7e, South        | Non qualifiés        |
| 1987-1988 | 80 | 33 | 33 | 8  | 6  | 80  | 282 | 328 | 6e, South        | Non qualifiés        |
| 1988-1989 | 80 | 38 | 36 | 6  | -- | 82  | 339 | 334 | 4e, South        | Éliminés au 1er tour |
| 1989-1990 | 80 | 31 | 33 | 16 | -- | 78  | 305 | 318 | 5e, South        | Non qualifiés        |
| 1990-1991 | 80 | 26 | 45 | 9  | -- | 61  | 278 | 317 | 8e, South        | Non qualifiés        |

## Entraîneurs
- Paul Gardner (1986-1990)
- Frank Anzalone (1990-1991)